# Immer noch eine unbequeme Wahrheit – Unsere Zeit läuft
Immer noch eine unbequeme Wahrheit – Unsere Zeit läuft ist ein amerikanischer Dokumentarfilm aus dem Jahr 2017, der sich – als Fortsetzung zu Eine unbequeme Wahrheit (2006) – mit der anhaltenden Mission des ehemaligen Vizepräsidenten der Vereinigten Staaten und Friedensnobelpreisträgers Al Gore befasst: Der Bekämpfung des Klimawandels.
Aufgrund des Ausstiegs aus dem Pariser Klimaabkommen durch den 45. Präsidenten der Vereinigten Staaten, Donald Trump, musste der fertige Film nachträglich etwas angepasst werden.
Der Film wurde am 28. Juli 2017 von Paramount Pictures in den USA und am 7. September 2017 in Deutschland erstmals öffentlich gezeigt.

## Handlung
In der Fortsetzung von „Eine unbequeme Wahrheit“, in der Donald Trump eine der Hauptrollen spielt, schaut Al Gore – trotz des von Trump verkündeten Ausstiegs aus dem Pariser Klimaabkommen – optimistischer in die Zukunft. Seine Hoffnung basiert nach Angaben des Deutschlandfunks unter anderem auf den Erfolgen beim Ausbau der erneuerbaren Energien.
Zwei Jahre lang begleiteten die Filmemacher Al Gore, wie er durch die Lande zieht, um den Menschen die Gefahren des Klimawandels zu verdeutlichen und sie zum Handeln anzuregen. In „fast schon schaurig schönen Bildern“ werden im Film auf emotionale Weise die Auswirkungen des Klimawandels beschrieben. Immer noch eine unbequeme Wahrheit zeigt auch, wie sich Al Gore mit Klimaexperten austauscht und versucht, weltweit auf Politiker einzuwirken.
An Inconvenient Sequel: Truth To Power (der englische Originaltitel) ist ein Aufruf zum Handeln: „Es ist noch nicht zu spät – seid unbequem!“

## Kritik
In der Fachzeitschrift der Filmindustrie The Hollywood Reporter gab es bereits vorab ein Lob für den Film.
Einige Darstellungen in dem Film werden kritisiert. So heißt es von indischer Seite, dass Al Gore in den Gesprächen während der UN-Klimakonferenz in Paris 2015 nicht die Rolle gespielt hat, die er im Film darstellt. Ein Kommentator der Süddeutschen Zeitung sieht Al Gore und seine Verdienste zu stark in den Mittelpunkt des Films gestellt.
Die Neue Zürcher Zeitung benannte 2017 drei Grundprobleme: Der Film kranke „am Narzissmus seines Autors“; wegen des ständigen Fokus auf Gore als Hauptperson dränge sich der Verdacht auf, „dass in Wirklichkeit ein ganz anderes Ziel im Vordergrund steht, nämlich die unterschätzte Grösse dieses Beinahe-Präsidenten für alle Zeiten zu dokumentieren.“ Zweitens nehme es der Film mit den Fakten nicht allzu genau, zum Beispiel hinsichtlich Gores Rolle im Kontext der Pariser Klimakonferenz. Und drittens sei Gore in den alten Debatten über Existenz oder Nichtexistenz des Klimawandels gefangen, habe jedoch nichts dazu zu sagen, mit welchen Mitteln sich die Klimaveränderungen am effizientesten abfedern lassen; „er schliesst sein Propagandastück mit dem simplen Appell, das moralisch Richtige zu tun.“

## Ehrungen
Am 7. Dezember 2017 wurde bekannt, dass sich der Film in der Vorauswahl befindet, aus der die Academy of Motion Picture Arts and Sciences die Nominierungen für die Oscarverleihung 2018 in der Kategorie Bester Dokumentarfilm bestimmt. Die Auszeichnung ging in dem Jahr schließlich an den Film Ikarus. Der Film wurde jedoch mit dem Environmental Media Award 2017 in der Kategorie Dokumentarfilm ausgezeichnet.